# Garuda TV
Garuda TV (cunoscută anterior ca Digdaya TV) este o rețea națională de televiziune privată din Indonezia, deținută de PT Digdaya Media Nusantara, care este afiliată Prabowo Subianto.